# Philippe Vigier (historien)
Cet article concerne l'historien. Pour l'homme politique, voir Philippe Vigier (homme politique).
Philippe Vigier, né le 8 juin 1924 à Paris et mort le 15 mars 1995 dans la même ville, est un historien et universitaire français. Il est professeur d'histoire contemporaine, spécialiste de la Deuxième République.

## Biographie
Philippe Vigier est agrégé d’histoire en 1946,. Il est nommé professeur de lycée, d'abord au Havre, puis à Grenoble, où il commence une thèse d'histoire régionale sur la région alpine et le monde rural. Il soutient en 1959 une thèse de doctorat d'État intitulée La Seconde République dans la région alpine. Il est nommé professeur d'histoire à l'université de Tours en 1966, puis en 1969, à l'université Paris X-Nanterre. dont il est vice-président de 1971 à 1976, avec René Rémond. Il prend sa retraite académique en 1990.
Il est président de l'Institut français d'histoire sociale (1974-1990), secrétaire de la Revue historique, président de la Société d’histoire de la Révolution de 1848, et membre de la section permanente du Conseil national de l'enseignement supérieur et de la recherche.
Il s’intéresse à l’histoire de la justice et est membre dès sa création, en juillet 1987, de l’Association française pour l’histoire de la justice.

## Publications
- La Seconde République dans la région alpine, Paris, PUF, 1963, 2 vol.
- La Vie quotidienne en province et à Paris pendant les journées de 1848, Paris, Hachette, 1982, 443 p. Prix Marie-Eugène Simon-Henri-Martin de l’Académie française.
- La monarchie de Juillet, Paris, PUF, coll. Que sais-je ?, 1976, 127 p.
- La Seconde République, Paris, PUF, coll. « Que sais-je ? » (no 295), 2001, 8e éd. (1re éd. 1967), 127 p. (ISBN 2-13-052359-5, présentation en ligne).

## Distinctions
- Commandeur de la Légion d'honneur [2] 1992
- Commandeur de l'ordre des Palmes académiques [2] 1992